# Tetrakis (dimetilamino) titanio

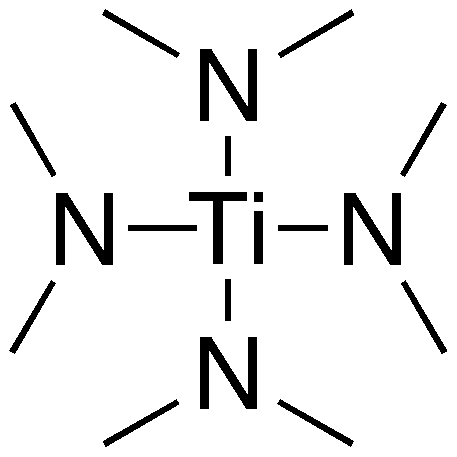
TDMAT

El tetrakis (dimetilamino) titanio, o TDMAT, es un compuesto químico cuya fórmula es Ti[N(CH3)2]4, a menudo escrita Ti(NMe2)4, donde Me representa los grupos metilos: –CH3. El prefijo tetrakis indica la presencia de cuatro ligandos idénticos, en este caso la dimetilamina: –N(CH3)2. Se presenta como un líquido amarillo bastante volátil y muy tóxico. Si bien carece de un enlace metal-carbono, generalmente se considera, por abuso del lenguaje, que se trata de un compuesto organometálico, debido a que sus propiedades están fuertemente condicionadas por la presencia de ligandos orgánicos. La molécula presenta una geometría tetraédrica y es diamagnética. 
TDMAT es empleado en la deposición química de vapor (CVD, por sus siglas en inglés) para obtener capas delgadas de nitruro de titanio (TiN), o incluso en la deposición de capa atómica (ALD, por sus siglas en inglés) como precursor del dióxido de titanio: TiO2. Se obtiene a partir del tetracloruro de titanio: TiCl4 y el dimetilamiduro de litio: 3LiN(CH3)2:
TiCl4  +  4 LiNMe2   →   Ti(NMe2)4  +  4 LiCl
Al igual que muchos otros amiduros, el TDMAT es muy sensible al agua. Su manipulación debe hacerse en una atmósfera protectora. Los productos obtenidos de la hidrólisis del TDMAT son el dióxido de titanio (TiO2) y la dimetilamina: HN(CH3)2:
Ti(NMe) + 2 H2O → TiO2 + 4 HNMe
2
Del mismo modo, el TDMAT puede reaccionar con otras aminas y liberar dimetilamina.